# Vénus moderne
Pour plus de détails, voir Fiche technique et Distribution.
Vénus moderne (The American Venus) est un film américain réalisé par Frank Tuttle, sorti en 1926.

## Synopsis
Comédie romantique entre les enfants des fabricants de produits de beauté et de cosmétique...

## Fiche technique
- Titre original : The American Venus
- Titre français : Vénus moderne
- Réalisation : Frank Tuttle
- Scénario : Townsend Martin, Frederick Stowers et Robert Benchley
- Photographie : J. Roy Hunt
- Pays de production: États-Unis
- Format : Noir et blanc - 1,33:1 - Film muet
- Genre : comédie
- Date de sortie : 1926

## Distribution
- Esther Ralston : Mary Gray
- Lawrence Gray : Chip Armstrong
- Ford Sterling : Hugo Niles
- Fay Lanphier : Mlle Alabama
- Louise Brooks : Mlle Bayport
- Edna May Oliver : Mme Niles
- Ernest Torrence : Roi Neptune
- Douglas Fairbanks Jr. : Triton
- Kenneth MacKenna : Horace Niles

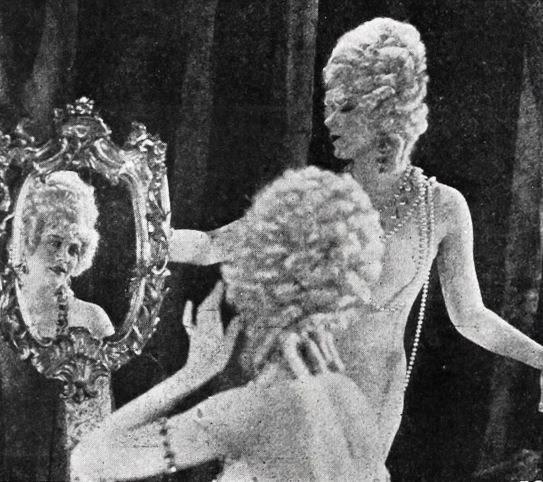
Esther Ralston (se regardant dans le miroir).
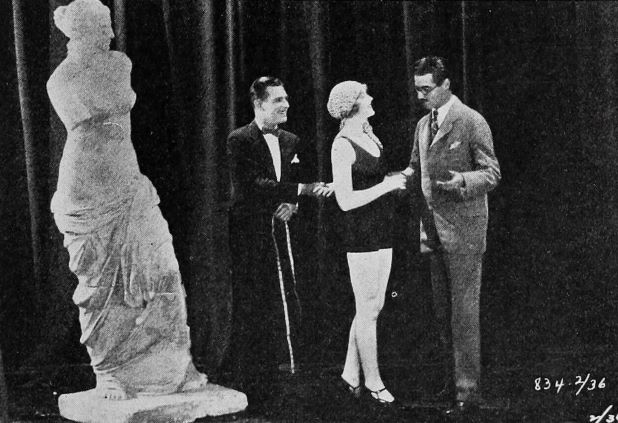
Lawrence Gray, Esther Ralston et le réalisateur Frank Tuttle
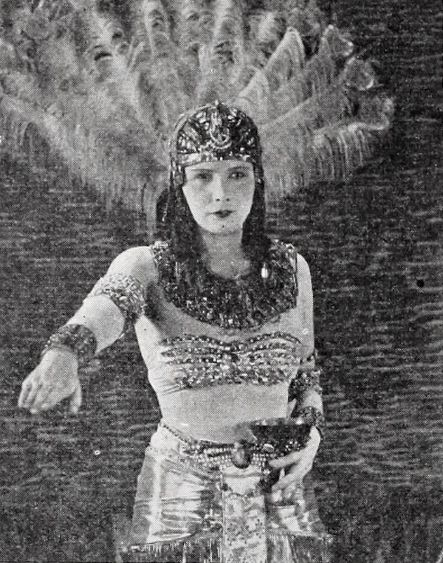
Fay Lanphier
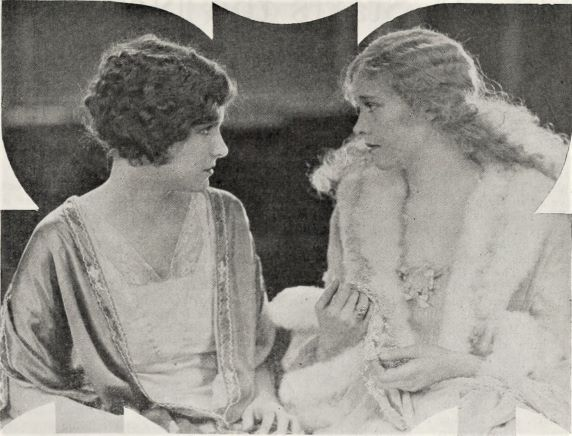
Fay Lanphier et Esther Ralston